# ニール・パトリック・ハリス
ニール・パトリック・ハリス（Neil Patrick Harris, 1973年6月15日‐ ）は、アメリカ合衆国ニューメキシコ州アルバカーキ出身の俳優、映画監督。
少年医師を描いたテレビシリーズ『天才少年ドギー・ハウザー』の主役俳優、及び『ママと恋に落ちるまで』のバーニー・スティンソン役として知られている。

## 来歴
両親は弁護士で、レストランも経営していた。4歳より子役として活動を始めた。1988年にウーピー・ゴールドバーグと共演した映画『Clara's Heart』でゴールデン・グローブ賞にノミネートされ、さらにその後主演した『天才少年ドギー・ハウザー』でも再びノミネートされた。
『ドギー・ハウザー』終了後は、さまざまなドラマにゲストで出演。2005年からは『ママと恋に落ちるまで』へ出演している。また、舞台出演も多い。
2009年、トニー賞とエミー賞の両授賞式で司会を務めた。また2010年のアカデミー賞授賞式のオープニングと2011年のトニー賞授賞式のオープニングでは、ミュージカル・ナンバーを披露した。2012年には3回目のトニー賞司会を務めることが決まった。
2014年「ヘドウィグ・アンド・アングリーインチ」でトニー賞主演男優賞を受賞した。また、2015年のアカデミー賞授賞式では、下着姿で司会をしたことでも話題になった。

### 私生活

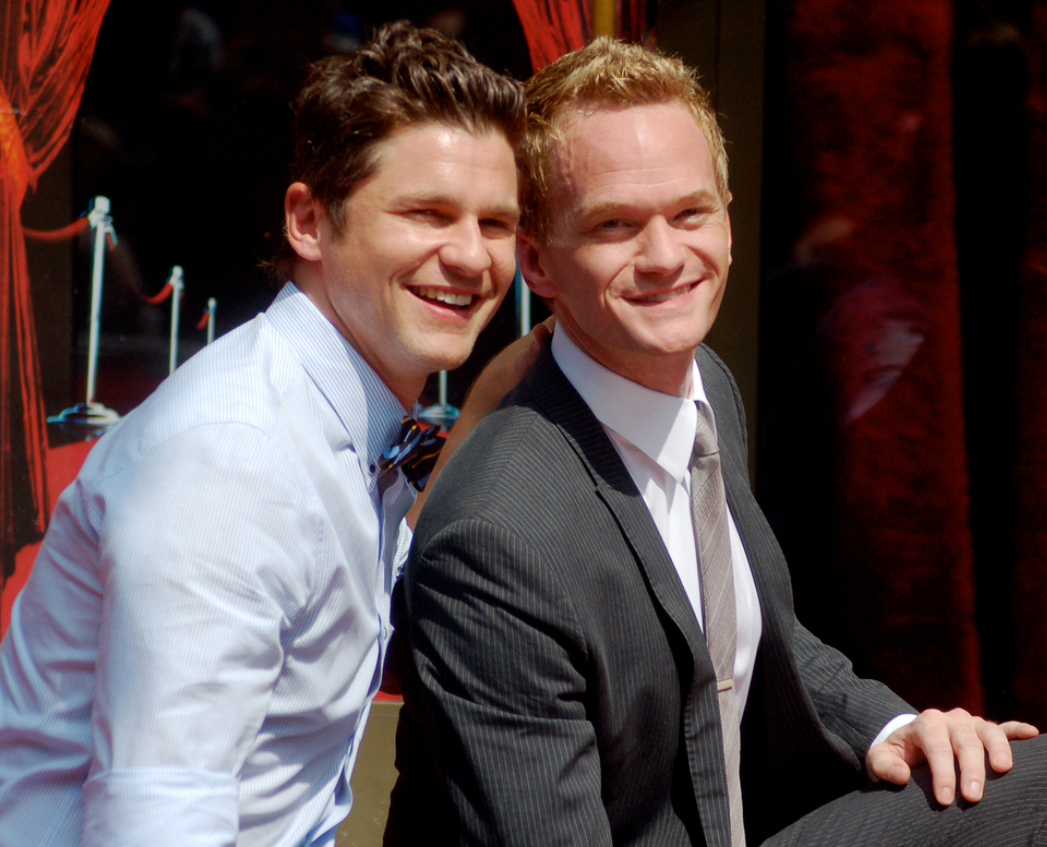

2006年、canada.comにおいて俳優のデイヴィッド・バーカ（David Burtka）との恋愛が報道された。関係者はそれを否定したが、その後本人が事実を認め、『ピープル』誌にてゲイであることを公にした。2011年に婚約したことを公表。
2010年には代理母を通じて双子をもうけた。
2014年デイヴィッド・バーカと結婚したことを発表した。
俳優のフレディ・プリンゼ・Jr.は同じ高校の後輩である。

## 主な出演作品

### 映画
| 公開年 | 邦題 原題                                                                         | 役名                     | 備考       |
| ------ | --------------------------------------------------------------------------------- | ------------------------ | ---------- |
| 1988   | マイフレンド, クララ Clara's Heart                                                | デヴィッド・ハート       |            |
| 1988   | ジェラシー/殺意のほほえみ Too Good to Be True                                     | ダニー                   | テレビ映画 |
| 1988   | パープル・ピープル・イーター Purple People Eaters                                 | ビリー                   |            |
| 1989   | 希望の翼 最後に帰る場所 Home Fires Burning                                        | ロニー                   | テレビ映画 |
| 1994   | 極寒の1000マイル Snowbound: The Jim and Jennifer Stolpa Story                     | ジム                     | テレビ映画 |
| 1995   | 君だけを見つめて… My Antonia                                                      | ジミー                   | テレビ映画 |
| 1995   | 平気で嘘をつく女 Legacy of Sin: The William Coit Story                            | ウィリアム               | テレビ映画 |
| 1997   | スターシップ・トゥルーパーズ Starship Troopers                                    | カール・ジェンキンス     |            |
| 1998   | ボストン/愛の炎 The Proposition                                                   | ロジャー・マーティン     |            |
| 2000   | 2番目に幸せなこと The Next Best Thing                                             | デヴィッド               |            |
| 2002   | アンダーカバー・ブラザー Undercover Brother                                       | ランス                   |            |
| 2004   | Harold & Kumar Go to White Castle                                                 | 本人役                   |            |
| 2008   | Harold & Kumar Escape from Guantanamo Bay                                         | 本人役                   |            |
| 2009   | くもりときどきミートボール Cloudy with a Chance of Meatballs                      | スティーブ               | 声の出演   |
| 2010   | キャッツ & ドッグス 地球最大の肉球大戦争 Cats & Dogs: The Revenge of Kitty Galore | ルー                     | 声の出演   |
| 2011   | ビーストリー Beastly                                                              | ウィル                   |            |
| 2011   | スマーフ The Smurfs                                                               | パトリック・ウィンスロー |            |
| 2011   | ザ・マペッツ The Muppets                                                          | 本人役                   | カメオ出演 |
| 2013   | スマーフ2 アイドル救出大作戦! The Smurfs 2                                        | パトリック・ウィンスロー |            |
| 2014   | 荒野はつらいよ 〜アリゾナより愛をこめて〜 A Million Ways to Die in the West       | フォイ                   |            |
| 2014   | ゴーン・ガール Gone Girl                                                          | デジー・コリングス       |            |
| 2017   | ダウンサイズ Downsizing                                                           | ジェフ・ロノウスキー     |            |
| 2021   | マトリックス レザレクションズ The Matrix Resurrections                            | アナリスト               |            |

### テレビ
| 放映年    | 邦題 原題                                                                  | 役名                   | 備考                                                     |
| --------- | -------------------------------------------------------------------------- | ---------------------- | -------------------------------------------------------- |
| 1989-1993 | 天才少年ドギー・ハウザー Doogie Howser, M.D.                               | ドギー・ハウザー       | 97エピソードに出演                                       |
| 1993      | タイムマシーンにお願い Quantum Leap                                        | マイク                 | エピソード:"Return of the Evil Leaper – October 8, 1956" |
| 1997      | ホミサイド/殺人捜査課 Homicide: Life on the Street                         | アラン                 | エピソード: "Valentine's Day"                            |
| 2000      | ふたりは友達? ウィル&グレイス Will & Grace                                 | ビル                   | エピソード: "Girls, Interrupted"                         |
| 2001      | エド Ed                                                                    | ジョー                 | エピソード: "Replacements"                               |
| 2004      | LAW & ORDER:クリミナルインテント Law & Order: Criminal Intent              | ジョン・タグマン       | 第4シーズン第3話「孤独な男の欲望」                       |
| 2005      | NUMBERS 天才数学者の事件ファイル Numb3rs                                   | イーサン               | エピソード: "Prime Suspect"                              |
| 2005-2014 | ママと恋に落ちるまで How I Met Your Mother                                 | バーニー・スティンソン | レギュラー、208エピソードに出演                          |
| 2010      | glee/グリー Glee                                                           | ブライアン・ライアン   | 第1シーズン第19話「夢をあきらめるな」                    |
| 2011      | 脳トリック Brain Games                                                     | ナレーター             | シーズン1全3話に出演                                     |
| 2014      | アメリカン・ホラー・ストーリー: 怪奇劇場 American Horror Story: Freak Show | チェスター・クレブ     | 3エピソードに出演                                        |
| 2017-2019 | レモニー・スニケットの世にも不幸なできごと A Series of Unfortunate Events  | オラフ伯爵             | 主演、25エピソードに出演 兼製作                          |

### テレビアニメ
| 放映年    | 邦題 原題                                                   | 役名                              | 備考                                                         |
| --------- | ----------------------------------------------------------- | --------------------------------- | ------------------------------------------------------------ |
| 1991      | ザ・シンプソンズ The Simpsons                               | 本人役                            | エピソード: "殺人鬼バート"                                   |
| 2002      | ジャスティス・リーグ Justice League                         | レイ・トンプソン                  | エピソード: "伝説の英雄たち PART 1", "伝説の英雄たち PART 2" |
| 2003      | スパイダーマン 新アニメシリーズ Spider-Man                  | ピーター・パーカー/スパイダーマン | レギュラー                                                   |
| 2007-2008 | ファミリー・ガイ Family Guy                                 | バーニー・スティンソン            | エピソード: "No Chris Left Behind", "Peter's Progress"       |
| 2009      | バットマン:ブレイブ&ボールド Batman: The Brave and the Bold | ミュージック・マイスター          | エピソード:ミュージカル・パニック                            |
| 2010–2013 | ザ・ペンギンズ from マダガスカル The Penguins of Madagascar | ドクター・シオフキー              | エピソード："ドクター・シオフキーの逆襲"他                   |
| 2011      | アドベンチャー・タイム Adventure Time with Finn & Jake      | プリンス・ガムボール その他の声   | エピソード: "Fionna & Cake"                                  |

### テレビゲーム
- Saints Row 2 (2008年) - 声の出演。ベテラン・チャイルド役

### オリジナルビデオ
- Justice League The New Frontier (2008) - 声の出演 バリー・アレン役

### 舞台
- レント(1997) - マーク 役
- ロミオとジュリエット (1998) - ロミオ 役
- スウィーニー・トッド (2001) - トバイアス・ラグ 役
- プルーフ/証明 (2002) - ハル役
- キャバレー (2003) - エムシー 役
- The Paris Letter (2004)
- アサシンズ (2004) - バラード歌手/オズワルド 役
- Tick, Tick... BOOM! (2005) - ジョン 役
- All My Sons (2006) - クリス・ケラー 役
- アマデウス (2006) - モーツァルト 役
- レント(2010)
- カンパニー(2011) - ロバート 役
- ヘドウィグ・アンド・アングリーインチ(2014) - ヘドウィグ 役

### テーマパーク
- ワールド・オブ・カラー・セレブレート！(2015) - ディズニー・カリフォルニア・アドベンチャーのウォータースクリーン・エンターテイメント、司会